# Nelson Weiper
Nelson Felix Patrick Weiper (Magonza, 17 marzo 2005) è un calciatore tedesco, attaccante del Magonza e della nazionale tedesca Under-20.

## Biografia
È nato a Magonza da padre tedesco e madre albanese. Anche suo fratello Henrik è un calciatore, che ha rappresentato le nazionali giovanili albanesi e kosovare.

## Carriera

### Club
Cresciuto nel settore giovanile del Magonza, il 18 marzo 2022 firma il suo primo contratto professionistico con i Nullfünfer. Il 1º ottobre successivo ha esordito in prima squadra, in occasione dell'incontro di Bundesliga perso per 2-1 contro il Friburgo, subentrando al minuto 86' a Anton Stach. Sigla la sua prima rete con la squadra e contestualmente in campionato il 24 febbraio 2022, nel successo per 4-0 contro il Borussia M'gladbach.

### Nazionale
Ha giocato nelle nazionali giovanili tedesche Under-17 ed Under-18.

## Statistiche

### Presenze e reti nei club
Statistiche aggiornate al 25 ottobre 2024.
| Stagione          | Squadra           | Campionato        | Campionato | Campionato | Coppe nazionali | Coppe nazionali | Coppe nazionali | Coppe continentali | Coppe continentali | Coppe continentali | Altre coppe | Altre coppe | Altre coppe | Totale | Totale |
| Stagione          | Squadra           | Comp              | Pres       | Reti       | Comp            | Pres            | Reti            | Comp               | Pres               | Reti               | Comp        | Pres        | Reti        | Pres   | Reti   |
| ----------------- | ----------------- | ----------------- | ---------- | ---------- | --------------- | --------------- | --------------- | ------------------ | ------------------ | ------------------ | ----------- | ----------- | ----------- | ------ | ------ |
| 2022-2023         | Magonza II        | 4L                | 1          | 0          | -               | -               | -               | -                  | -                  | -                  | -           | -           | -           | 1      | 0      |
| 2023-2024         | Magonza II        | 4L                | 2          | 0          | -               | -               | -               | -                  | -                  | -                  | -           | -           | -           | 2      | 0      |
| 2024-2025         | Magonza II        | 4L                | 3          | 1          | -               | -               | -               | -                  | -                  | -                  | -           | -           | -           | 3      | 1      |
| Totale Magonza II | Totale Magonza II | Totale Magonza II | 6          | 1          |                 | -               | -               |                    | -                  | -                  |             | -           | -           | 6      | 1      |
| 2022-2023         | Magonza           | BL                | 9          | 2          | CG              | 0               | 0               | -                  | -                  | -                  | -           | -           | -           | 9      | 2      |
| 2023-2024         | Magonza           | BL                | 5          | 0          | CG              | 1               | 0               | -                  | -                  | -                  | -           | -           | -           | 6      | 0      |
| 2024-2025         | Magonza           | BL                | 23         | 3          | CG              | 2               | 0               | -                  | -                  | -                  | -           | -           | -           | 25     | 3      |
| Totale Magonza    | Totale Magonza    | Totale Magonza    | 37         | 5          |                 | 3               | 0               |                    | -                  | -                  |             | -           | -           | 40     | 5      |
| Totale carriera   | Totale carriera   | Totale carriera   | 43         | 6          |                 | 3               | 0               |                    | -                  | -                  |             | -           | -           | 46     | 6      |

### Cronologia presenze e reti in nazionale
| Cronologia completa delle presenze e delle reti in nazionale ― Germania under 21 | Cronologia completa delle presenze e delle reti in nazionale ― Germania under 21 | Cronologia completa delle presenze e delle reti in nazionale ― Germania under 21 | Cronologia completa delle presenze e delle reti in nazionale ― Germania under 21 | Cronologia completa delle presenze e delle reti in nazionale ― Germania under 21 | Cronologia completa delle presenze e delle reti in nazionale ― Germania under 21 | Cronologia completa delle presenze e delle reti in nazionale ― Germania under 21 | Cronologia completa delle presenze e delle reti in nazionale ― Germania under 21 |
| Data                                                                             | Città                                                                            | In casa                                                                          | Risultato                                                                        | Ospiti                                                                           | Competizione                                                                     | Reti                                                                             | Note                                                                             |
| -------------------------------------------------------------------------------- | -------------------------------------------------------------------------------- | -------------------------------------------------------------------------------- | -------------------------------------------------------------------------------- | -------------------------------------------------------------------------------- | -------------------------------------------------------------------------------- | -------------------------------------------------------------------------------- | -------------------------------------------------------------------------------- |
| 22-6-2023                                                                        | Kutaisi                                                                          | Germania under 21                                                                | 1 – 1                                                                            | Israele under 21                                                                 | Europeo Under-21 2023 - 1º turno                                                 | -                                                                                | 82’                                                                              |
| 25-6-2023                                                                        | Batumi                                                                           | Rep. Ceca under 21                                                               | 2 – 1                                                                            | Germania under 21                                                                | Europeo Under-21 2023 - 1º turno                                                 | -                                                                                | 46’                                                                              |
| 28-6-2023                                                                        | Batumi                                                                           | Inghilterra under 21                                                             | 2 – 0                                                                            | Germania under 21                                                                | Europeo Under-21 2023 - 1º turno                                                 | -                                                                                | 67’                                                                              |
| 21-3-2025                                                                        | Trnava                                                                           | Slovacchia under 21                                                              | 0 – 1                                                                            | Germania under 21                                                                | Amichevole                                                                       | -                                                                                | 76’                                                                              |
| 25-3-2025                                                                        | Darmstadt                                                                        | Germania under 21                                                                | 3 – 1                                                                            | Spagna under 21                                                                  | Amichevole                                                                       | -                                                                                | 89’                                                                              |
| 12-6-2025                                                                        | Nitra                                                                            | Germania under 21                                                                | 3 – 0                                                                            | Slovenia under 21                                                                | Europeo Under-21 2025 - 1º turno                                                 | -                                                                                | 64’                                                                              |
| 15-6-2025                                                                        | Dunajská Streda                                                                  | Rep. Ceca under 21                                                               | 2 – 4                                                                            | Germania under 21                                                                | Europeo Under-21 2025 - 1º turno                                                 | -                                                                                | 71’                                                                              |
| 18-6-2025                                                                        | Nitra                                                                            | Inghilterra under 21                                                             | 1 – 2                                                                            | Germania under 21                                                                | Europeo Under-21 2025 - 1º turno                                                 | 1                                                                                | 85’                                                                              |
| 22-6-2025                                                                        | Dunajská Streda                                                                  | Germania under 21                                                                | 3 – 2 dts                                                                        | Italia under 21                                                                  | Europeo Under-21 2025 - Quarti di finale                                         | 1                                                                                | 62’                                                                              |
| 25-6-2025                                                                        | Košice                                                                           | Germania under 21                                                                | 3 – 0                                                                            | Francia under 21                                                                 | Europeo Under-21 2025 - Semifinale                                               | 1                                                                                | 71’                                                                              |
| 28-6-2025                                                                        | Bratislava                                                                       | Inghilterra under 21                                                             | 3 – 2 dts                                                                        | Germania under 21                                                                | Europeo Under-21 2025 - Finale                                                   | 1                                                                                | 80’                                                                              |
| Totale                                                                           |                                                                                  | Presenze                                                                         | 11                                                                               |                                                                                  | Reti                                                                             | 4                                                                                |                                                                                  |

## Palmarès

### Club

#### Competizioni giovanili
- Under-19 Bundesliga: 1

Magonza: 2022-2023